# Вулкано Порто (Месина)
Вулкано Порто је насеље у Италији у округу Месина, региону Сицилија.
Према процени из 2011. у насељу је живело 425 становника. Насеље се налази на надморској висини од 9 м.